# カリフォルニアから来た娘症候群
カリフォルニアから来た娘症候群（The Daughter from California syndrome）とは、これまで高齢の親と疎遠な関係にある遠方の親族が、終末期医療の場面で、それまで近隣の親族や医療チームと時間をかけて築き上げてきた合意を覆し、そのケアに異議を唱えたり、患者の延命治療を強く求めたりする状況を指す言葉である。
「娘」となっているが、性別や血縁の関係性は問わない。
「カリフォルニアから来た娘」は、しばしば怒りっぽく、自己評価が高く、明晰と自認し、情報通を自称する。対象の高齢患者とその介護者、医療関係者との同意を否定し、安らかな終末を阻害するとされる。

## 原因・対処法
医療関係者によると、「カリフォルニアから来た娘」は高齢患者の生活やケアから遠ざかっていたため、患者の悪化の程度にしばしば驚かされ、医学的に可能なことについて非現実的な期待を持ってしまうことにある。
また不在であったことに罪悪感を感じ、再び介護者としての役割を果たそうとする心理もある。
2015年に出版された『ザ・カンバセーション』（原題：The Conversation）では、アメリカの医師アンジェロ・ヴォランデスは、これを「罪悪感と否定」であり、「必ずしも患者にとって最善であるとは限らない」としている。
この言葉は、1991年に米国老年医学会誌に発表されたウィリアム・モ−ロイ博士と同僚たち老年医学者の集団による「無能な高齢者の意思決定：『カリフォルニアの娘』症候群」と題する症例報告で、初めて注目された。ウィリアム・モ−ロイ博士と同僚たちは、精神的無能力(意思疎通困難状態)な患者の気難しい家族に、医療スタッフがどのように対処するかの方策をこの論文内で提示した。

### 方策
1. 医療スタッフは、患者の意思決定に関する情報を家族に提供することが重要である。
2. 家族と医療スタッフは、患者の意思決定に関する合意を形成するために協力する必要がある。
3. 家族は、患者の意思決定を尊重し、患者が自分自身のケアに関する決定を下すことを支援する必要がある。

## 国家や地域別表現・言い方
いずれも遠方で介護に参加しなかった親族が来訪し、介護や終末の計画を感情的に変更しようとする表現となっている。

### アメリカ合衆国・カリフォルニア州
当のカリフォルニアでは「ニューヨークから来た娘」又は「シカゴから来た娘」と呼ばれている。

### カナダ
カリフォルニアから来た娘症候群はカナダでは、「オンタリオから来た娘」と呼ばれる。

### 日本
日本の医療や介護現場では「ぽっと出症候群」という言葉が知られている。健康保険組合連合会「離れて暮らす親のケア vol.42」におけるNPO法人パオッコの資料では「遠くに暮らす子どもは、年に1、2度突然やってきて、治療法がどうだとか、こうだとか言うんだよね。普段の状況を何も理解しないまま」という医師談が紹介されている。

### 台湾
台湾では「The Daughter From California Syndrome」が紹介された際、特定地名の意味合いを消して「天邊孝子症候群」（空の向こうの孝行息子症候群）として組み込まれた。